# Gerard Davison
Gerard “Jock” Davison (* 1967 oder 1968; † 5. Mai 2015 in Belfast) war ein nordirischer Paramilitär und Gemeindearbeiter.

## Leben

### Werdegang
Davison kam aus einer Familie, die eine lange Verbindung zur IRA und der PIRA hatte. In den 1980er Jahren gehörte Davison selbst zu den höchsten Mitgliedern der PIRA in Belfast. Er soll eine Untergruppe mit dem Namen Direct Action Against Drugs geführt haben, die für den Tod von mehr als einem Dutzend Drogendealern in Belfast verantwortlich gemacht wird. Mit dieser Aufgabe sollte Davison für eine Führungsaufgabe innerhalb der PIRA aufgebaut werden. Davison unterstützte das Karfreitagsabkommen und den Friedensprozess in Nordirland.
2005 gelangte Davison im Zusammenhang mit dem Mord an Robert McCartney erneut in die öffentliche Aufmerksamkeit. Robert McCartney wurde nach einem Streit in einer Kneipe auf der Straße erstochen. Davison war dabei einer von drei Angehörigen der PIRA und eines von sieben Sinn-Féin-Mitgliedern, die bei dem Streit und dem anschließenden Mord anwesend waren. Sinn Féin verurteilte die Tat und schloss die bei dem Streit anwesenden Parteimitglieder aus, genauso wie die PIRA ihre Angehörigen aus der Organisation ausschloss. Die Polizei verhaftete Davison im Zusammenhang mit dem Mord, doch wurde letztendlich keine Anklage gegen ihn erhoben.  Die PIRA bot an, die Schuldigen für diese Tat zu töten, doch die Schwester des Opfers bezichtigte die Gruppe im Gegenteil, Zeugen einzuschüchtern. Sie beschuldigte Davison in dem Buch Wall of Silence, den Mord an ihrem Bruder in Auftrag gegeben zu haben. Davison soll mit der Hand über seine Kehle gefahren sein und so den Mord veranlasst haben. Er soll des Weiteren eine Gruppe von nach dem Vorfall herbeigerufenen PIRA Mitgliedern sowie Sinn Fein Mitglieder dabei überwacht haben, das die Umgebung der Tat so gesäubert wurde, dass keine für die Polizei verwertbaren Spuren zum Tathergang mehr auffindbar waren. Die Angehörigen des Mordopfers trafen sowohl den britischen Premierminister wie auch den amerikanischen Präsidenten um Aufmerksamkeit für ihre Kampagne für Gerechtigkeit in diesem Mordfall, zu erzeugen. Davison verwahrte sich gegen diesen Vorwurf des Mordauftrags entschieden. Davisons Onkel Terence Davison wurde 2008, nachdem sich Zeugen gemeldet hatten, zusammen mit zwei anderen Männern wegen des Mordes an Robert McCartney vor Gericht gestellt, das Verfahren endete jedoch mit einem Freispruch für alle drei Männer. Der Mord ist nach wie vor ungeklärt.
Davison soll zur Zeit des Mordes an McCartney keine offensichtliche Arbeitsstelle gehabt haben, die ihm ein Einkommen sicherte, doch hieß es gleichzeitig, dass er Besitzer mehrerer Häuser in Belfast und Killough im County Down gewesen sein. Zum Zeitpunkt seines Todes arbeitete in einem Gemeindebüro seines Wohnviertels Markets in Belfast.

### Tod
Gerard Davison wurde am 5. Mai 2015 um 9:15 Uhr morgens auf dem Weg zu seiner Arbeitsstelle auf offener Straße mit vier gezielten Schüssen in den Kopf getötet. Das Motiv für die Tat wurde von der Polizei als unklar bezeichnet. Eine Beziehung zu protestantisch-unionistischen Kreisen wurde zunächst ausgeschlossen, auch wenn Davisons Onkel Brendan 1988 von der UVF ermordet wurde und Gerard Davison das höchstrangige ehemalige IRA-Mitglied in Belfast ist, das seit dem Good Friday Agreement getötet wurde. Als Tatwaffe wurde eine bei Verbrechen in Nordirland sehr ungewöhnliche Pistole vom Typ Makarow identifiziert. Mit diesen Informationen und einer Personenbeschreibung sucht die Polizei nach dem Täter.

## Weitere Entwicklung
Es wurde zunächst nicht angenommen, dass die PIRA ihre eigene Untersuchung zu dem Tod vornehmen würde, doch da die Polizei keine Fortschritte in dem Fall machte, setzte sie schließlich doch eine Untersuchungskommission ein. Die Beschreibung des Täters passte auf Kevin McGuigan. McGuigan war eine Zeit lang ein enger Vertrauter von Davison in der PIRA, doch die beiden zerstritten sich. Als Folge des Streits wurde McGuigan von seinen früheren PIRA-Kameraden in die Füße, Knie, Hände und Arme geschossen. Für diese Tat, die er als unfaire Bevorteilung Davisons ansah, schwor er angeblich Rache an diesem. Nach dem Mord an Davison wurde er durch die PIRA beschattet. Die Polizei warnte McGuigan mehrfach, dass sein Leben in Gefahr sei, doch dieser ließ durch seinen Anwalt Erklärungen verbreiten, dass er unschuldig an dem Mord an Davison sei und blieb in Belfast. Innerhalb der PIRA in Belfast wurde heftig über McGuigans Beteiligung an dem Mord gestritten und es gab Sorgen, dass eine Rückkehr bewaffneter Kämpfer den Friedensprozess gefährden würde. Den entscheidenden Umschwung in der Diskussion soll der Bericht eines Überwachungsteams gegeben haben, die einem hochrangigen ehemaligen PIRA Kommandanten in Belfast mitteilten, dass sie McGuigan am Haus von Davison gesehen hätten. Der Kommandant und Freund Davisons überzeugte daraufhin andere führende Personen der PIRA, dass sie die nächsten Opfer seien, wenn sie nicht handelten.
Am 12. August 2015 wurde Kevin McGuigan von zwei maskierten Männern in Belfast erschossen. Aus Sicherheitskreisen und von irischen Republikanern wurden nach wenigen Tagen ehemalige Angehörige der PIRA für den Mord an McGuigan verantwortlich gemacht und dieser seinerseits als eine Rache für den Mord an Davison dargestellt. Eine Verbindung des Mordes zur Direct Action Against Drugs Gruppe die von Davison geführt wurde, wird vom Police Service of Northern Ireland als sicher angenommen. Die Ansicht, dass der Mord von Angehörigen der PIRA begangen wurde, hielt der PSNI auch nach weiteren Untersuchungen aufrecht, dass die Führungsebene der Organisation direkt darin beteiligt war, wurde dabei jedoch ausgeschlossen. Am 29. August 2015 entschied die unionistische Ulster Unionist Party, dass sie die Regierung in der Northern Ireland Assembly verlassen werde, da die Vorgänge ihr Vertrauen in Sinn Féin zerstört habe, da diese auf der Auflösung der PIRA auch gegen die Aussagen der Polizei bestehe. Die ebenfalls an der Regierung beteiligte unionistische Democratic Unionist Party verlangte den Ausschluss von Sinn Féin aus der Northern Ireland Assembly.